# NGC 2264
NGC 2264 är namnet i New General Catalogue på två himlakroppar, Konnebulosan och Julgranshopen. Två andra objekt i samma område som officiellt inte är en del av NGC 2264 är Snöflingshopen
och Sharpless 273.
Alla dessa objekt befinner sig i stjärnbilden Enhörningen och befinner sig ungefär 800 parsec eller 2600 ljusår från Jorden. 

NGC 2264: Konnebulosan vid nedre kanten med Julgranshopen opp och ned ovanför; den ljusa stjärnan ovanför konen är grantoppen och den väldigt ljusa stjärnan vid övre kanten av bilden (S Monocerotis) är centret av trädstammen. Sharpless 273 befinner sig i övre kanten till höger. Snöflingshopen är i mitten och syns bättre på den infraröda bilden.